# 坂井敬義
坂井 敬義（さかい たかよし / けいぎ、1853年3月21日（嘉永6年2月12日）- 1925年（大正14年）7月19日）は、明治から大正期の地主、政治家。衆議院議員、富山県射水郡下村長。

## 経歴
越中国射水郡下村宿（富山県射水郡下村を経て現射水市）で、本陣を務めた坂井家に生まれた。富山藩儒・岡田呉陽に師事し漢籍を修めた。
1873年（明治6年）新川県14大区副戸長に就任。自由民権運動に加わる。1884年（明治17年）富山県会議員に選出された。1889年（明治22年）下村初代村長に就任。同村会議員も務めた。
1898年（明治31年）3月、第5回衆議院議員総選挙（富山県第3区、自由党）で当選し、衆議院議員に1期在任。同年8月、第6回総選挙（富山県第3区）で稲垣示と調整が不調で惨敗した。
1899年（明治32年）射水郡会議員となり、同議長も務めた。その後、射水郡教育会長、富山県教育会副会長、射水郡農会長、県農会議員、帝国農会議員などを務め、地域の振興に尽力した。